# Elisabeth Lindner-Wolff
Elisabeth Lindner-Wolff, bis zum 6. September 2024 Elisabeth Wolff (* 21. Mai 1992) ist eine österreichische Politikerin (ÖVP) und Winzerin. Lindner-Wolff war von 2020 bis Juni 2025 vom Wiener Landtag entsandtes Mitglied des österreichischen Bundesrates.

## Werdegang
Elisabeth Lindner-Wolff wuchs in einer Familie von Winzern und Heurigenwirten im Wiener Stadtteil Neustift am Walde im Gemeindebezirk Döbling auf. Dort führt die Familie eine Heurigenwirtschaft und einen Weinbaubetrieb, dessen Geschäftsführung Elisabeth Lindner-Wolff übernommen hat. Sie absolvierte die Höhere Lehranstalt für Tourismus und studierte anschließend Unternehmensführung und Entrepreneurship an der FHWien der WKW. Dieses Studium schloss sie mit einem Bachelor-Grad ab. Ab 2014 absolvierte sie zudem an der Universität für Bodenkultur Wien das Masterstudium Weinbau, Önologie und Weinwirtschaft.
Von 2015 bis 2019 war Elisabeth Lindner-Wolff mehrfach Wiener Weinkönigin (mit dem „Königinnennamen“ Elisabeth III.).

## Politische Karriere
Bei den Nationalratswahlen 2017 und 2019 wurde Elisabeth Lindner-Wolff jeweils vom Wiener Bauernbund als dessen Spitzenkandidatin auf die Liste der ÖVP nominiert. Zwar konnte sie bei beiden Wahlen kein Mandat im Nationalrat erreichen, sie wurde aber nach der Landtags- und Gemeinderatswahl in Wien 2020 als eine von zwei ÖVP-Mandataren vom Wiener Landtag in den österreichischen Bundesrat entsandt. Daneben zog sie bei der zeitgleich abgehaltenen Bezirksvertretungswahl in Wien 2020 auch in die Döblinger Bezirksvertretung ein.